# 1987年巫统党选
1987年4月24日，马来西亚执政党巫统举行党选。时任财政部长东姑拉沙里挑战该党主席兼马来西亚首相马哈迪·莫哈末。媒体将党选描述为两个派系，分别是马哈迪的A队和东姑拉沙里的B队。最终马哈迪成功连任。